# 2,2-Kilometer-Band
Als 2-Kilometer-Band, 2200-Meter-Band oder 136-Kilohertz-Band bezeichnet man den für Amateurfunk zugelassenen Frequenzbereich von 135,7 bis 137,8 kHz. Er liegt im Langwellenspektrum. Der Name leitet sich von der Wellenlänge dieses Frequenzbereiches ab.

## 2200-Meter-Amateurband
Das 2200-Meter-Band ist das einzige Langwellenband im Amateurfunk und damit das niedrigste dem Amateurfunk zugewiesene Band. Zwar werden von Funkamateuren auch auf niedrigeren Frequenzen Aussendungen getätigt (v.A. VLF auf 8,27 kHz, „Dreamers Band“), dies allerdings ohne offizielle Frequenzzuweisung.

### Bandplan
Der Amateurfunk-Bandplan  sieht wie folgt aus:
| Frequenzbereich | max. Bandbreite | Nutzung                              |
| --------------- | --------------- | ------------------------------------ |
| 135,7–136,0 kHz | 0200 Hz         | CW, Stationstests, QRSS              |
| 136,0–137,4 kHz | 0200 Hz         | CW                                   |
| 137,4–137,6 kHz | 0200 Hz         | Digimode, kein CW                    |
| 137,6–137,8 kHz | 0200 Hz         | CW, Aktivitätszentrum QRSS 137,7 kHz |

### Geräte und Antennen
Aufgrund der langen Wellenlänge ist Sendeaktivität auf dem 2200-Meter-Band anspruchsvoll und kann nur von relativ wenigen Funkamateuren regelmäßig erfolgreich getätigt werden.
Entsprechend sind im Handel erhältliche Geräte in der Regel nicht für Sendebetrieb auf diesen Frequenzen konzipiert. Mit wenigen Ausnahmen kommen praktisch ausschließlich Selbstbaugeräte zum Einsatz.
Zu den größten Herausforderungen zählt das Errichten einer Antenne. Üblicherweise kommen gegen Erde gespeisten Vertikalantennen zum Einsatz, wie zum Beispiel die T-Antenne oder eine Inverted-L-Antenne. Der für Funkamateure mit vertretbarem Aufwand erreichbare Wirkungsgrad einer Antenne für das 2200-Meter-Band liegt in der Regel unter 1 Prozent. Die Verluste treten dabei hauptsächlich durch die schlechte Leitfähigkeit des Erdbodens auf.
Die maximale zulässige Strahlungsleistung beträgt in den meisten Ländern 1 W EIRP. Dies mag zunächst nach wenig klingen, ist aber aufgrund des Wirkungsgrades nur mit erheblichem Aufwand zu erreichen.

### Wellenausbreitung
Im 2200-Meter-Band sind mit 1 W isotroper Strahlungsleistung Tag und Nacht Funkverbindungen über mehrere hundert bis tausende Kilometer möglich. Die Tagesdämpfung ist allerdings deutlich erhöht.
Tagsüber wird die Wellenfront an der Unterseite der ionosphärischen D-Schicht reflektiert. Dies ist aufgrund der geringen Elektronendichte in der D-Schicht ausschließlich auf Langwelle und längeren Wellenlängen möglich; Auf Mittel- und Kurzwelle wirkt die Schicht absorbierend.
Nach Sonnenuntergang löst sich die D-Schicht sehr schnell auf, die Langwelle wird dann wesentlich effizienter an der E-Schicht reflektiert bzw. gestreut.

### Betriebstechnik
Sprachverbindungen sind aufgrund der geringen zur Verfügung stehenden Bandbreite nicht möglich (siehe Bandplan).
Verbreitet kommen Baken-Betriebsarten zum Einsatz. Diese dienen nicht dem Informationsaustausch, sondern zur Feststellung der Wellenausbreitungsbedingungen und Antennenvergleichen. Dies sind derzeit (Januar 2020) WSPR (FSK) und Opera32 (OOK).
Zur Kommunikation zwischen Amateurfunkstationen wird hauptsächlich JT9 (FSK) und CW (Morse Code) verwendet. Letzteres sowohl mit der Morsetaste, als auch mit maschinengeneriertem Morsecode, welcher zur Verbesserung des Signal-Rausch-Verhältnisses zeitlich gedehnt wird (QRSS).